# Jaz Coleman
Jaz Coleman, właśc. Jeremy Coleman (ur. 26 lutego 1960 w Cheltenham) – muzyk, kompozytor, piosenkarz, autor piosenek i producent. Lider post-punkowo-metalowo-industrialnego zespołu Killing Joke. Ma podwójne obywatelstwo: brytyjskie i nowozelandzkie.

## Biografia i życie prywatne
Coleman urodził się w Cheltenham w Anglii. Jego ojciec był Anglikiem a matka Hinduską pochodzenia bengalskiego, oboje byli nauczycielami. W wieku sześciu lat podjął naukę gry na skrzypcach i na pianinie. Występował także w chórach kościelnych w Anglii. W 1982 roku rozpoczął studia w Anglii z zakresu kompozycji, po pięciu latach kontynuował naukę w Mińsku i w Lipsku. W 1989 podjął studia z zakresu muzyki arabskiej w Konserwatorium Kairskim. Jak twierdzi, studiował także bankowość w Szwajcarii. Mieszka w Nowej Zelandii. Był dwukrotnie żonaty. Ma trzy córki o imionach: Jade, Tabitha i Odessa. Jego o dwa lata starszy brat, Piers Coleman, jest profesorem fizyki teoretycznej pracującym na Rutgers University.
27 września 2010, Jaz Coleman został odznaczony francuskim Orderem Sztuki i Literatury (Ordre des Arts et des Lettres) w randze Kawalera, w uznaniu za jego wkład w muzykę współczesną.
Jest fanem takich grup jak System of a Down, natomiast jest wrogiem muzyki brit-pop, którą uważa za regresję.

## Działalność artystyczna

### Killing Joke
W 1979 roku założył razem z perkusistą Paulem Fergusonem zespół Killing Joke. Zwerbowali do zespołu także gitarzystę Geordiego Walkera i basistę Martina Glovera (alias Youth). Pierwszy singel nagrali w październiku 1979 roku, a cały album ukazał się w 1980. Coleman został wokalistą i klawiszowcem zespołu. Grupa szybko stała się pionierem post-punkowej stylistki, która w późniejszym okresie wpłynęła na rozwój industrialu i metalu. Na wizerunek grupy nałożyły się kontrowersyjne poglądy społeczne i polityczne Colemana, oraz jego zainteresowanie teoriami spiskowymi i okultyzmem. Z powodu tego zainteresowania opuścił Anglię na początku 1982 roku i udał się na Islandię. Po tym wydarzeniu zespół wystąpił w telewizji bez Jaza, którego miejsce zajął manekin. Niedługo później grupa również udała się na Islandię, tym samym dołączając do wokalisty.

### Kariera solowa
Po swoim wyjeździe na Islandię, który miał miejsce w 1982 roku, Jaz Coleman zaczął współpracę z nowofalowym zespołem Þeyr. Po zmianach personalnych w Þeyr, w 1983 roku założył heavymetalowy zespół Iceland, którego nazwa została później zmieniona na Niceland. Grupa ta stworzyła pięć utworów, z czego nagrała jedynie trzy. Owe utwory nie zostały opublikowane do dziś. Problemy Jaza z alkoholem spowodowały, że reszta członków Niceland zaczęła sama pisać utwory, a sam Jaz dołączył do grupy Vonbrigði, która grała przez dwa miesiące, czyli do czasu powrotu Jaza Colemana do Wielkiej Brytanii.
Coleman studiował i grał muzykę z różnych obszarów kulturowych. Jego pasją jest m.in. kultura ludowa Czech i kultura maoryska. Wspólnie z czeską grupą Čechomor nagrał album Proměny (2001) zadedykowany Czechom. Jeden z jego projektów związanych z Maorysami to Druga Symfonia na głos maoryski i orkiestrę (ang. Second Symphony for Māori Voice and Orchestra). Był zaangażowany w dodanie jednego wersu w języku maoryskim do hymnu Nowej Zelandii, zaśpiewanego przez sopranistkę i aktywistkę (pół Europejkę, pół Maoryskę) Hinewehi Mohi w czasie meczu na Pucharu Świata w rugby w 1999 roku. Coleman  i Hinewehi Mohi, utworzyli również projekt Oceania, który zaowocował dwoma albumami: Oceania (1999) i Oceania II (2002).
Wspólnie z Anne Dudley skomponował muzykę do albumu składającego się z instrumentalnych aranżacji muzyki bliskowschodniej: Songs From the Victorious City (1990). Album został zadedykowany Kairowi. Współpracował z grupą The Mission przy albumie Masque (1991). Od 1995 roku realizuje albumy z symfoniczną muzyką rockową. Us and Them: Symphonic Pink Floyd (1995), Kashmir: Symphonic Led Zeppelin (1997) i Who's Serious: The Symphonic Music of The Who (1998) były napisane i wyprodukowane przez Colemana razem z Peterem Scholesem, który dyrygował orkiestrą Filharmonii Londyńskiej. Wspólnie z Nigelem Kennedym zajął się aranżacją piosenek zespołu The Doors – w nagraniach uczestniczyła także Praska Orkiestra Symfoniczna a album wydano pod tytułem Riders on the Storm: The Doors Concerto w 2000 roku. Coleman zajął się produkcją muzyczną albumu East Meets East (2003) Nigela Kennedy'ego i grupy Kroke. Pracował także z Nowozelandzką Orkiestrą Symfoniczną, z którą nagrał swoją Symfonię Nr 1 Idavoll, z Filharmonią w Auckland i jako kompozytor-rezydent z Praską Orkiestrą Symfoniczną. Pracował także przy albumach: Halim (1997) Natachy Atlas oraz Harem (2003) Sary Brightman.
Wraz z Laurence'em Gardnerem, jest autorem oratorium Bloodline of the Holy Grail. Muzykę skomponował Coleman, natomiast Gardner napisał libretto. Dzieło to przedstawiało wesele w Kanie po ślubie Jezusa i Marii Magdaleny. Światowa premiera miała miejsce w Vilar Floral Hall w Royal Opera House, Covent Garden, 9 grudnia 2001 roku.
Contemporary Youth Orchestra wykonała na koncercie 8 czerwca 2001 utwory ze wspomnianego wyżej albumu Riders on the Storm: The Doors Concerto, a 9 czerwca 2002 i 8 czerwca 2007 roku utwory z Kashmir: Symphonic Led Zeppelin.

## Film
W 2002 roku Coleman, razem z Jaromírem Nohavicą i czeską grupą folkową Čechomor zagrał w wielokrotnie nagradzanym filmie Petra Zelenki Rok diabła (cz. Rok ďábla). Jest także współreżyserem (para)dokumentu o nim samym i grupie Killing Joke, zatytułowanego The Death and Resurrection Show, którego światowa premiera odbyła się 12 czerwca 2013 w The Academy Cinema w Auckland. Film bazuje na książce Letters from Cythera autorstwa Jaza Colemana, która ukazała się w 2013 roku. Tytuł zapożyczony jest od tytułu piosenki otwierającej album Killing Joke z 2003 roku.

## Dyskografia
- Anne Dudley, Jaz Coleman - Songs from the Victorious City (1990, China Records)
- London Symphony Orchestra - Symphonic Music of the Rolling Stones (1994, RCA Records)
- The New Zealand String Quartet, Jaz Coleman - Pacifica – Ambient Sketches (1995, Ode Records)
- London Philharmonic Orchestra - Us and Them: Symphonic Pink Floyd (1995, Philips Records)
- Jaz Coleman - Fanfare for the Millennium (Symphony No. 1 "Idavoll") (1996, RCA Records)
- London Philharmonic Orchestra - Kashmir: Symphonic Led Zeppelin (1997, Philips Records)
- London Philharmonic Orchestra - Who's Serious: The Symphonic Music of The Who (1998, RCA Records)
- Oceania - Oceania (1999, Point Music)
- Nigel Kennedy, Jaz Coleman - Riders on the Storm: The Doors Concerto (2000, Decca Records)
- Jaz Coleman, Čechomor - Proměny (2001, Venkow Records)
- Oceania - Oceania II (2002, Point Music)
- The Island symphony plus książka Letters from Cythera (2013, PledgeMusic)

## Nieprawdziwe informacje
W wywiadzie udzielonym magazynowi Word Magazine (październik 2008) Coleman przyznał, że nieprawdą jest, iż w październiku 2006 roku został on kompozytorem-rezydentem w Unii Europejskiej. Nie istnieje nawet takie stanowisko.